# Pilea vulcanica
Pilea vulcanica är en nässelväxtart som beskrevs av Frederik Michael Liebmann. Pilea vulcanica ingår i släktet pileor, och familjen nässelväxter. Inga underarter finns listade i Catalogue of Life.